# Baracka
Baracka (1899-ig Bravaczkó, szlovákul: Braväcovo) község Szlovákiában, a Besztercebányai kerületben, a Breznóbányai járásban.

## Fekvése
Breznóbányától 11 km-re északkeletre fekszik.

## Története
A falu a 16. században keletkezett Benesháza határában kamarai favágók településeként. 1630-ban említik először. Első lakói német bányászok és lengyel szénégetők voltak.
A 18. század végén Vályi András így ír róla: „BRAVACZO. Tót falu Zólyom Vármegyében, földes Ura Ő Királyi Felsége, és a’ Zólyomi Kamara, lakosai katolikusok, fekszik Benyushoz, mellyhez hasonlító tulajdonságai vagynak, nem meszsze, ’s ennek filiája.”
1828-ban 44 házában 332 lakos élt.
Fényes Elek 1851-ben kiadott geográfiai szótárában így ír a faluról: „Bravaczó, tót falu, Zólyom vármegyében, Benyus mellett: 332 kath. lak. F. u. a kamara. Ut. p. Besztercze.”
A trianoni diktátumig Zólyom vármegye Breznóbányai járásához tartozott.
Csak 1957-ben lett önálló község.

## Népessége
| Év:            | 1994. | 2004.   | 2014.   | 2024.   |
| -------------- | ----- | ------- | ------- | ------- |
| Emberek száma: | 745   | 727     | 694     | 647     |
| Eltérés:       |       | -2,41 % | -4,53 % | -6,77 % |

| Év:            | 2023. | 2024.   |
| -------------- | ----- | ------- |
| Emberek száma: | 649   | 647     |
| Eltérés:       |       | -0,30 % |

2001-ben 752 lakosából 750 szlovák volt.
2011-ben 722 lakosából 664 szlovák volt.